# Kema Jack
Kema Jack (ur. 10 stycznia 1982) – piłkarz papuaski grający na pozycji napastnika.

## Kariera klubowa
Kema Jack od 2008 roku występuje w klubie Hekari United. Wraz z Hekari czterokrotnie wywalczył mistrza Papui-Nowej Gwinei w 2009, 2010, 2011 i 2012. W 2010 roku wywalczył również klubowe mistrzostwo Oceanii.

## Kariera reprezentacyjna
W reprezentacji Papui-Nowej Gwinei Jack zadebiutował 2 czerwca 2012 w przegranym 0-1 meczu z Wyspami Salomona w Pucharze Narodów Oceanii 2012, który był jednocześnie częścią eliminacji Mistrzostw Świata 2014.